# Peucetia gauntleta
Peucetia gauntleta là một loài nhện trong họ Oxyopidae.
Loài này thuộc chi Peucetia. Peucetia gauntleta được Subhendu Sekhar Saha & Dinendra Raychaudhuri miêu tả năm 2004.